# Підземне сховище Редватер
Підземне сховище Редватер – розташований у канадській провінції Альберта комплекс каверн для зберігання продуктів нафтогазової та нафтохімічної промисловості.
Підземне сховище спорудили разом із введеною в експлуатацію у 1998 році установкою фракціонування Редватер, котра здійснює розділення суміші зріджених вуглеводневих газів. Зберігання суміші (Y-grade NGL), а також виділених з неї етану, пропану та бутану, організували у кавернах, створених шляхом розмивання соляних відкладень формації Лотсберг (девонський період, товщина соляних покладів може перевищувати двісті метрів). Станом на 2012 рік у складі сховища діяло 10 каверн загальною ємністю 6,5 млн барелів, а одним з напрямків видачі продукції було постачання піролізних установок у Джоффре за допомогою етанопроводу AEGS (Alberta Ethane Gathering System) та пропанопроводу JFP (Joffre Feedstock Pipeline).
У 2012-му на редватерському майданчику запрацювала установка фракціонування олефінів, одним з продуктів якої є етан-етиленова суміш, а наступного року у складі сховища з’явилась призначена для її зберігання окрема каверна. Тоді ж сховище підключили до етиленопроводу EDS (Ethylene Distribution System) та ввели каверну для зберігання етилену ємністю 0,5 млн барелів. Всього за 2013-2016 роки додали 8 нових підземних об’єктів загальною ємністю 3,8 млн барелів, ще кілька каверн знаходились на стадії спорудження.
У сховищі також можливе зберігання синтетичної нафти, отриманої під час апгрейду бітумів з нафтоносних пісків.
Можливо також відзначити, що неподалік діє ще два комплекси підземного зберігання етилену Форт-Саскачеван та Хартленд.